# Marek Flasiński
Marek Flasiński (ur. 14 czerwca 1957 w Lublinie) – polski samorządowiec, przedsiębiorca i działacz gospodarczy, w latach 2007–2010 członek zarządu województwa lubelskiego III kadencji.

## Życiorys
W 1981 został absolwentem Wydziału Elektrycznego Politechniki Lubelskiej. Kształcił się podyplomowo w zakresie zarządzania projektami i prawa unijnego na Uniwersytet Marii Curie-Skłodowskiej oraz na studiach typu MBA prowadzonych przez Politechnikę Lubelską i Uniwersytet Illinois. W okresie studenckim członek władz uczelnianych Niezależnego Zrzeszenia Studentów. Był założycielem i właścicielem kilku przedsiębiorstw. W latach 2003–2007 kierował Puławską Izbą Gospodarczą, następnie do 2008 Lubelską Regionalną Organizacją Turystyczną. Później był m.in. prezesem PGKiM Ryki oraz stowarzyszenia energii odnawialnej, a także ekspertem Narodowego Centrum Badań i Rozwoju.
W 2000 zaangażował się w działalność polityczną w ramach Platformy Obywatelskiej. W 2005 bezskutecznie kandydował do Sejmu, a w 2009 – do Parlamentu Europejskiego. W 2006 uzyskał mandat radnego sejmiku lubelskiego. 12 grudnia 2007 został wybrany członkiem zarządu województwa lubelskiego, utrzymał stanowisko w zarządzie powołanym 25 stycznia 2008. W 2010 skreślony z list wyborczych PO ze względu na powiązania z Januszem Palikotem i kontrowersje wokół przyznania dofinansowania firmie jego żony, zakończył działalność w zarządzie z dniem 1 grudnia 2010. W 2012 wstąpił do Ruchu Palikota.
Żonaty z Jolantą, ma córkę Barbarę.

## Odznaczenia
W 2012 został odznaczony Złotym Krzyżem Zasługi za zasługi w działalności na rzecz rozwoju przedsiębiorczości.